# یان خاما
سپهبد یان خاما (به انگلیسی: Seretse Khama Ian Khama) زاده ۲۷ فوریهِ ۱۹۵۳ (چرتسی، پادشاهی متحده) و سیاستمدار بوتسوانایی است که از سال ۲۰۰۸ تا سال ۲۰۱۸ رئیس‌جمهور بوتسوانا بود.